# Torre de Santa María
Torre de Santa María é um município da Espanha na província de Cáceres, comunidade autónoma da Estremadura. Tem 19,1 km² de área e em 2021 tinha 528 habitantes (densidade: 27,6 hab./km²). Faz parte da Mancomunidade da Serra de Montánchez e das comarcas tradicionais de Cáceres e da Terra de Montánchez.

## Demografia
| Variação demográfica do município entre 1991 e 2004 [carece de fontes?] | Variação demográfica do município entre 1991 e 2004 [carece de fontes?] | Variação demográfica do município entre 1991 e 2004 [carece de fontes?] | Variação demográfica do município entre 1991 e 2004 [carece de fontes?] |
| ----------------------------------------------------------------------- | ----------------------------------------------------------------------- | ----------------------------------------------------------------------- | ----------------------------------------------------------------------- |
| 1991                                                                    | 1996                                                                    | 2001                                                                    | 2004                                                                    |
| 818                                                                     | 773                                                                     | 680                                                                     | 669                                                                     |